# Clayton (Delaware)
Clayton es un pueblo ubicado en los condados de New Castle y Kent en el estado estadounidense de Delaware. En el año 2000 tenía una población de 1.273 habitantes y una densidad poblacional de 480 personas por km².

## Geografía
Clayton se encuentra ubicado en las coordenadas 39°17′26″N 75°38′01″O / 39.29056, -75.63361.

## Demografía
Según la Oficina del Censo en 2000 los ingresos medios por hogar en la localidad eran de $43,462, y los ingresos medios por familia eran $48,000. Los hombres tenían unos ingresos medios de $34,792 frente a los $25,862 para las mujeres. La renta per cápita para la localidad era de $18,268. Alrededor del 7.0% de la población estaban por debajo del umbral de pobreza.